# Feliks Bartczuk
Feliks Bartczuk, ps. „Piast” (ur. 22 września 1846 w Zawadach koło Kosowa Lackiego, zm. 9 marca 1946 w Kosowie Lackim) – podporucznik, ostatni weteran powstania styczniowego. 
Za udział w powstaniu odznaczony między innymi Krzyżem Niepodległości z Mieczami.
W czasie II wojny światowej został honorowym żołnierzem Armii Krajowej i czynnym żołnierzem służby informacyjno-wywiadowczej. Po śmierci Antoniego Süssa (26 stycznia 1946) był ostatnim żyjącym weteranem powstania styczniowego. Pochowany jest na cmentarzu w Kosowie Lackim.